# ادوارد وارطانیان
ادوارد وارطانیان (ارمنی: Էդիկ Վարդանյան؛  ۱۵ آوریل ۱۹۴۶ – ۳۰ مهٔ ۲۰۲۴) یک نقاش و کارشناس علوم پرورشی اهل ارمنستان است. وی بین سال‌های - تا - میلادی فعالیت می‌کرد.

## زندگی‌نامه
وی در ۱۵ آوریل ۱۹۴۶ در تالین به دنیا آمد و از انستیتو دولتی هنری و نمایشی ایروان فارغ‌التحصیل شد. وی عضو اتحادیه نقاشان ارمنستان بود. وی همچنین برندهٔ جوایزی همچون چهره فرهنگی شایسته جمهوری ارمنستان شده است. وی در ۳۰ مهٔ ۲۰۲۴ در سن ۷۸ سالگی در ایروان درگذشت.